# 사랑할 때 버려야 할 아까운 것들
《사랑할 때 버려야 할 아까운 것들》(영어: Something's Gotta Give)은 2003년 미국의 로맨틱 코미디 영화이다. 낸시 마이어스 감독이 각본을 쓰고 연출했으며, 잭 니컬슨, 다이앤 키턴, 키아누 리브스, 어맨다 피트, 프랜시스 맥도먼드 등이 출연한다.

## 줄거리
부유한 독신남 해리 샌본(잭 니컬슨 분)은 20대의 '영계'들만 사귀며 자유로운 삶을 사는 진정한 플레이보이. 미모의 경매사인 메린(어맨다 피트 분)과 오붓한 주말을 보내기 위해 메린의 엄마 에리카(다이앤 키턴 분)의 해변 별장에 놀러간 해리는 결정적인 순간에 심근 경색을 일으켜 병원 응급실에 실려가는 신세가 된다. 나이를 잊고 너무 무리를 했던 탓. 
동생 조이(프랜시스 맥도먼드 분)와 주말을 보내려고 별장에 온 에리카는 엉겁결에 해리의 건강이 좋아질 때까지 그를 돌봐줘야 할 처지가 된다. 저명한 극작가로 강인하고 독립적인 성격의 이혼녀 에리카는 한창 나이의 딸이 남성우월적인데다 나이도 훨씬 많은 남자와 사귀는 걸 못마땅하게 여기며 은근히 해리를 경멸한다. 그러나 단둘이 며칠을 지내면서 같은 연배인 두 사람은 조금씩 친구가 되어가며 묘한 감정이 싹트게 된다. 
한편 해리의 주치의인 젊은 미남 의사 줄리언(키아누 리브스 분)은 평소에 흠모하던 극작가 에리카를 만나자 20여 년이라는 나이 차이에도 불구하고 그녀에게 매료되고 만다. 줄리언의 저돌적인 구애에 당황하는 에리카. 해리는 묘하게도 줄리언에게 질투심을 느끼는 자신을 발견한다. 에리카는 자신이 평소에 거들떠도 안 보던 늙은 여자가 아닌가. 게다가 그녀의 딸과 한창 사귀던 중이었기에 더욱 당혹스러운 해리. 에리카 역시 줄리언보다 해리에게 끌리는 마음을 부인할 수가 없다. 
자신의 엄마와 남자친구 사이의 미묘한 기류를 눈치챈 메린은 쿨하게 해리와 '쫑'낼 것을 선언하고 해리 역시 이 제안을 받아들인다. 또다시 별장에 둘만 남은 해리와 에리카는 어느 누가 먼저랄 것도 없이 서로에게 다가간다.
그러나 오랫동안 자유로운 독신 생활을 즐겨온 해리는 자신에게 '정조'를 기대하지 말 것을 선언하고, 에리카는 해리와 자신의 기대치가 다르다는 것을 깨닫는다. 그리고 뒤늦은 나이에 실연의 상처로 아파하게 되는데...

## 출연
- 잭 니컬슨 - 해리 샌본 역
- 다이앤 키턴 - 에리카 제인 배리 역
- 키아누 리브스 - 줄리언 머서 역
- 어맨다 피트 - 메린 클라인 역
- 프랜시스 맥도먼드 - 조이 역
- 존 패브로 - 리오 역
- 폴 마이클 글레이저 - 데이브 클라인 역
- 레이철 티코틴 - 마티네즈 의사 역
- 케이디 스트리클런드 - 크리스틴 역
- 피터 스피어스 - 대니 벤저민 역

## 우리말 녹음
| SBS 성우진 (2007년 5월 19일) - 유강진 - 해리(잭 니컬슨) - 손정아 - 에리카(다이앤 키턴) - 구자형 - 줄리언(키아누 리브스) - 김서영 - 메린(어맨다 피트) - 최문자 - 조이(프랜시스 맥도먼드) - 강연숙 - 간호사(로나 스콧) - 김용식 - 데이브(폴 마이클 글레이저) - 권혁수 - 리오(존 패브로) - 최성우 - 마티네즈(레이철 티코틴) - 김혜경 - 해리의 여친(테이린 머그리지) - 권영호 - 대니(피터 스피어스) - 이진홍 - 웨이터(T. J. 사인) - 윤여진 - 미인(태니아 스위트) - 김정아 - 해리의 여친(니콜 힐츠) - 문남숙 - 크리스티(케이디 스트리클런드) | KBS 성우진 (2014년 2월 21일) - 이완호 - 해리 샌본(잭 니컬슨) - 손정아 - 에리카 배리(다이앤 키턴) - 윤동기 - 줄리언 머서(키아누 리브스) - 김지혜 - 메린(어맨다 피트) - 김옥경 - 조이(프랜시스 맥도먼드) - 박상훈 - 리오(존 패브로) - 이윤선 - 데이브(폴 마이클 글레이저) - 박희은 - 마틴(레이철 티코틴) - 이제인 - 크리스틴(케이디 스트리클런드) - 박상경 - 미인(태니아 스위트) - 이희탁 - 경매남(매슈 매컬러) |  |